# 2016年夏季國際少年運動會網球比賽

2016年夏季國際少年運動會網球项目图标

2016年夏季國際少年運動會網球比賽將於7月13日至15日在新莊綜合運動公園或國立體育大學（如遇天雨）進行，類賽事將舉行單打及雙打項目。

## 各國獎牌榜
| 排名   | 国家／地区     | 金牌 | 银牌 | 铜牌 | 總數 |
| ------ | -------------- | ---- | ---- | ---- | ---- |
| 1      | 中華民國臺北市 | 2    | 1    | 1    | 4    |
| 2      | 中華民國新北市 | 1    | 1    | 1    | 3    |
| 3      | 泰國曼谷       | 1    | 1    | 0    | 2    |
| 4      | 中華民國臺南市 | 0    | 1    | 0    | 1    |
| 5      | 奥地利格拉茲   | 0    | 0    | 1    | 1    |
| 5      | 美国佛羅倫斯   | 0    | 0    | 1    | 1    |
| 總計： | 總計：         | 4    | 4    | 4    | 12   |

## 各項成績
| 項目     | 金牌                             | 银牌                                | 铜牌                                                |
| 男子單打 | 曾俊欣 · 中華民國臺北市          | Natthayut Nithithananont · 泰國曼谷 | 菲利普·米索利奇 · 奥地利格拉茲                      |
| 男子雙打 | 蔡長霖 · 曾俊欣 · 中華民國臺北市 | 林南勳 · 呂啟聖 · 中華民國臺南市    | 蔡承恩 · 康仁瑋 · 中華民國新北市                    |
| 女子單打 | Thasaporn Naklo · 泰國曼谷       | 李亞芯 · 中華民國新北市             | 卓宜岑 · 中華民國臺北市                             |
| 女子雙打 | 陳品瑄 · 李亞芯 · 中華民國新北市 | 張庭霈 · 卓宜岑 · 中華民國臺北市    | Rebecca Anne Liu · Zoe Elise Cauthen · 美国佛羅倫斯 |

## 外部連結
- 本屆少運會技術手冊（页面存档备份，存于）